# Olympiastadion Nagano
Das Olympiastadion Nagano (jap. 長野オリンピックスタジアム, Nagano Orinpikku Sutajiamu) ist ein Baseball-Stadion in der japanischen Stadt Nagano, Hauptstadt der gleichnamigen Präfektur.

## Geschichte
Die Sportstätte wurde für die Eröffnungs- und Schlussfeier der Olympischen Winterspiele 1998 genutzt. Die Eröffnung am 7. Februar verfolgten 48.937 Zuschauer. Zur Abschlussfeier am 22. Februar füllten 49.257 Besucher das Olympiastadion. Danach wurden die Zusatztribünen im Outfield entfernt und dieses für die spätere Nutzung umgebaut. Das Baseballstadion ist Teil des Minami-Nagano Sports Park, zu dem u. a. auch das 2015 eröffnete Fußballstadion Minami-Nagano Sports Park Stadium gehört. Heute bietet das Olympiastadion 30.000 Plätze, davon 21.000 Sitzplätze. Das Baseballteam der Shinano Grandserows trägt seine Partien in zehn verschiedenen Stadien in neun Städten der Präfektur Nagano aus, dazu gehört seit 2007 auch das Olympiastadion. Seit 1999 ist die Sportstätte Zielort des Nagano-Marathons, in Erinnerung an die Winterspiele 1998. 2011 wurde der für den 17. April geplante Marathon aufgrund des Tōhoku-Erdbebens im März des Jahres abgesagt und die Teilnehmergebühren der 8.973 gemeldeten Läufer von 76.270.500 ¥ den Opfern der Katastrophe gespendet.

## Galerie

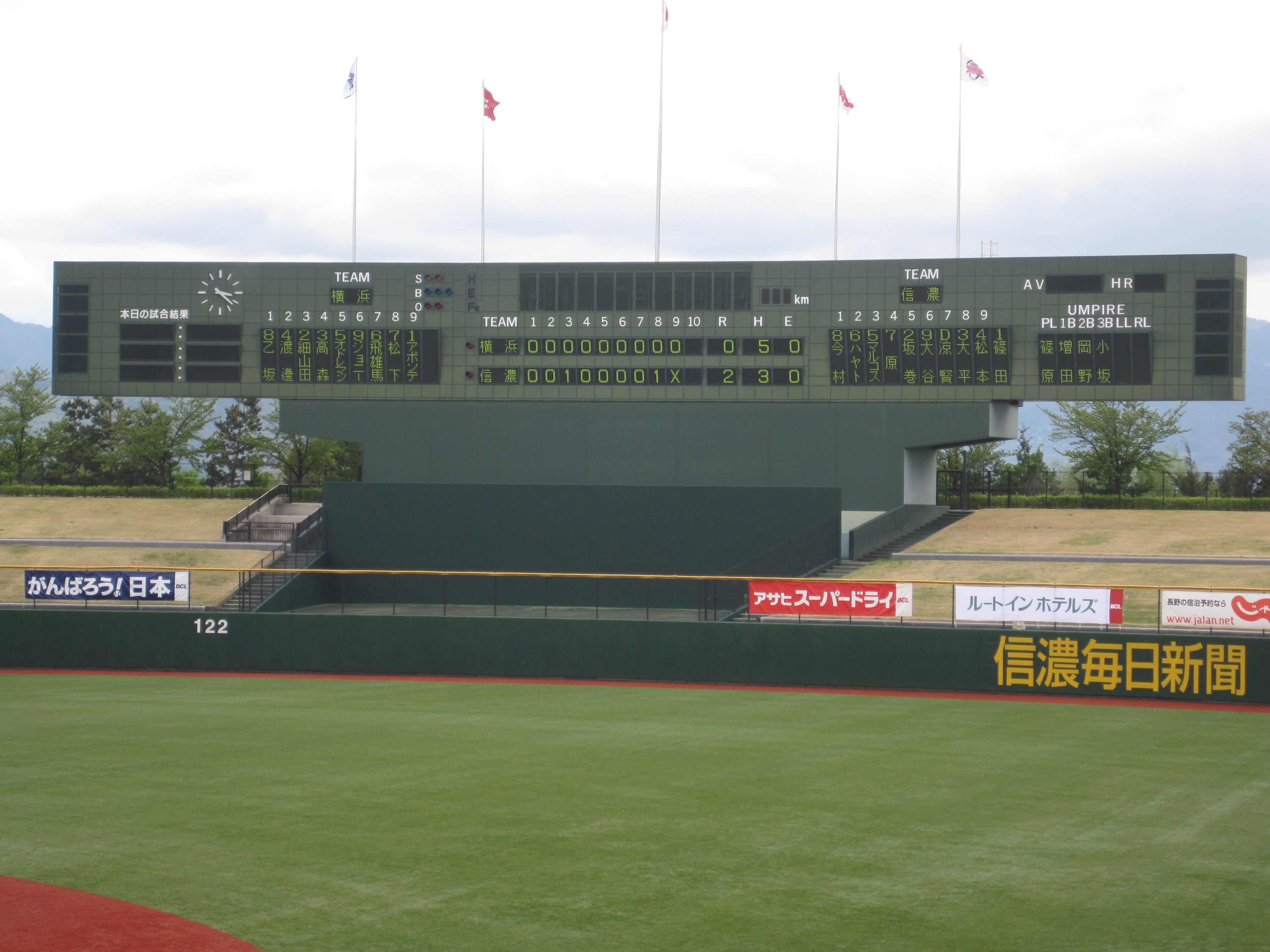
Die Anzeigetafel im Olympiastadion (2012)